# Yuka Yamazaki
Yuka Yamazaki (山崎 由加, Yamazaki Yuka, Tokio, 29 juni 1980) is een Japans voormalig voetbalster.

## Carrière

### Clubcarrière
Yamazaki begon haar carrière in 1995 bij Nippon TV Beleza. Met deze club werd zij in 2000, 2001 en 2002 kampioen van Japan. Ze tekende in 2003 bij Okayama Yunogo Belle. In 2006 beëindigde zij haar carrière als voetbalster.

### Interlandcarrière
Yamazaki maakte op 31 mei 2000 haar debuut in het Japans vrouwenvoetbalelftal tijdens een wedstrijd tegen Australië. Ze heeft zeven interlands voor het Japanse vrouwenelftal gespeeld.

## Statistieken
| Japans vrouwenvoetbalelftal | Japans vrouwenvoetbalelftal | Japans vrouwenvoetbalelftal |
| Jaar                        | Wed.                        | Dlp.                        |
| --------------------------- | --------------------------- | --------------------------- |
| 2000                        | 6                           | 0                           |
| 2001                        | 1                           | 0                           |
| Totaal                      | 7                           | 0                           |